# Arines
Cet article concerne le peuple arine. Pour la langue arine, voir Arine.
Les Arines étaient un peuple ienisseïen, partie des peuples également nommés Ostiaks. Par métissage et russification, ils ont disparu dans le courant du XXe siècle.